# All You Need Is Kill
All You Need Is Kill é uma série de light novels escrita por Hiroshi Sakurazaka e ilustrada por Yoshitoshi ABe. Em um mundo pós-apocalíptico, a Terra é invadida por seres chamados Mimics. Kiriya Keiji é um soldado que está em uma força-tarefa para combater os Mimics e acaba morrendo em combate e, misteriosamente, volta à vida diversas vezes e os eventos de seu cotidiano acabam se repetindo, até culminar em mais uma morte.

## Enredo
Kiriya Keiji é um soldado japonês novato, que tem como objetivo, combater os Mimics, alienígenas que começaram a dizimar a população terrestre. Após um sonho em que havia morrido em uma explosão, Keiji acorda em sua base. A partir desse momento, todos os fatos ocorridos naquele dia acabam sendo como uma lembrança do dia anterior, até mesmo a iminência da próxima (e primeira) batalha de Keiji.
Na batalha, ele acaba sendo morto de forma similar ao seu sonho e acaba retornando ao dia anterior, em um loop temporal. Preso no tempo, ele desenvolve suas habilidades e com a ajuda de Rita Vrataski, a mais forte soldado da Unidade Americana de Defesa, ele tenta descobrir o segredo de sua viagem no tempo e como deter os Mimics.

## Mídias

### Romance
O romance original, escrito por Hiroshi Sakurazaka e ilustrado por Yoshitoshi Abe, foi publicado pela primeira vez pela Shueisha sob o selo Super Dash Bunko em 18 de dezembro de 2004. Uma versão republicada foi lançada em 19 de junho de 2014. Sakurazaka foi inspirado por um relato on-line escrito por um jogador de jogos eletrônicos, onde comentários sobre como reiniciar o jogo após a morte do personagem do jogador permitiram a tentativa e erro de melhoria, fazendo com que o escritor concebesse uma história em que um herói acabasse "sendo jogado repetidamente". Antes de escrever, Sakurazaka consultou outras obras de ficção baseadas em time loop, como o filme Groundhog Day.

### Mangá
Uma adaptação em mangá de All You Need Is Kill com ilustrações de Takeshi Obata, storyboards de Ryosuke Takeuchi e desenhos de personagens de Yoshitoshi Abe foi serializada em japonês na Weekly Young Jump da Shueisha. A série foi compilada em dois volumes tankōbon lançados em 19 de junho de 2014.
| N.º | Data de lançamento  | ISBN              |
| --- | ------------------- | ----------------- |
| 1   | 19 de junho de 2014 | 978-4-08-880125-4 |
| 2   | 19 de junho de 2014 | 978-4-08-880126-1 |

### Filmelive-action
No Limite do Amanhã é um filme norte-americano de ação e ficção científica de 2014, baseado em um romance. O filme, dirigido por Doug Liman e produzido pela Warner Bros. Pictures e Village Roadshow, é estrelado por Tom Cruise como William Cage (a contraparte do filme para Keiji Kiriya) e Emily Blunt como Rita Vrataski. O cenário foi alterado para a Europa Ocidental, com a batalha sendo um ataque à Normandia que começa no Aeroporto de Heathrow. O final também é significativamente diferente do romance original no qual o filme se baseia. O filme foi lançado nos cinemas em 30 de maio de 2014 no Reino Unido, em 6 de junho de 2014 na América do Norte e em 4 de julho de 2014 no Japão.

### Filme de anime
Uma adaptação para filme de anime foi anunciada em 13 de março de 2025. O filme é produzido pela Warner Bros. Japan, animado pelo Studio 4°C e dirigido por Kenichiro Akimoto. O filme é uma recontagem da história de outro ponto de vista do romance original e da adaptação cinematográfica americana. A música-tema é “Tsuretette”, interpretada por Akasaki. O filme estreou em 9 de junho de 2025, durante o Festival de Cinema de Animação de Annecy.